# Asu Mare!
Pour plus de détails, voir Fiche technique et Distribution.
Asu Mare! (ou ¡Asu Mare!), est une comédie péruvienne, réalisée par Ricardo Maldonado, sortie en 2013. 
Il s'agit d'une adaptation cinématographique du monologue de Carlos Alcántara (es).

## Synopsis
Avant de devenir l'une des figures publiques les plus reconnues du Pérou, Carlos Alcántara raconte sa vie. L'acteur parle notamment de ses soucis ainsi que des erreurs qu'il a commises.

## Fiche technique
- Réalisation : Ricardo Maldonado
- Scénario : Alfonso Santistevan
- Production : Tondero Films
- Producteurs : Miguel Valladares, Carlos Alcántara
- Photographie : Abel Irribaren
- Montage : Eric Williams
- Musique : José San Miguel
- Durée : 100 min
- Date de sortie: 11 avril 2013

## Distribution
- Carlos Alcántara (es) jouant son propre personnage. Carlos Alcántara connu comme Cachín est un acteur, humoriste, comédien, producteur péruvien et le protagoniste de Asu Mare. Dans ce film, c'est un adolescent pauvre du quartier populaire de Mirones, qui cherche son chemin vers le monde du spectacle.
- Ana Cecilia Natteri : Isabel Chabela Vilar (mère de Carlos).
- Gisela Ponce de León : Isabel Chabela Vilar (mère de Carlos quand elle était jeune).
- Emilia Drago: Emilia. Dans le film, Emilia est une fille du Lycée San Silvestre qui habite à Miraflores. C'est l'archétype de la fille nantie, étudiant dans un lycée privé et habitant dans un quartier aisé.
- Dayiro Castañeda : Carlos Alcántara (quand il était enfant).
- Santiago Suárez : Carlos Alcántara (quand il était jeune).
- Andrés Salas : Culicich, le meilleur ami de Carlos.
- Anahí de Cárdenas : une amie d'Emilia.
- Franco Cabrera : un ami de Carlos.
- Gisela Valcárcel : jouant son propre personnage. Gisela Valcárcel est une présentatrice péruvienne très célèbre depuis les années 1980.
- Tatiana Astengo : Marujita, une voisine de la mère de Carlos.
- Wendy Ramos : une gitane liseuse de cartes de tarot.
- Carlos Carlín : un concierge.
- Johanna San Miguel : Socorro, une couturière.
- Gonzalo Torres : un professeur.

## Tournage
Ce film a été tourné en 2012. Son budget de 700 000 dollars, a été financé à 80 % par des entreprises privées. C'est le premier film péruvien à être diffusé dans des salles XD (Extreme Digital Cinema) de la chaîne Cinemark.

## Accueil critique
Les réactions sont multiples. Les critiques Ricardo Bedoya, Josué Méndez et La Agencia Latina (une agence de presse), ont l'impression que ce film n’approfondit pas les scènes comiques. Tandis que Francisco Lombardi – célèbre metteur en scène péruvien – dit que ce film est amusant et qu'il a aussi du potentiel artistique. Carlos Alcántara, le réalisateur, reconnaît que ces critiques ont affecté la performance du film.

## Distinction
Ce film a reçu plusieurs récompenses. Peruvian american National Council (PANC), pour les 192 ans de l'indépendance péruvienne, a décoré Carlos Alcántara pour la contribution au cinéma national. Asu Mare! est l'un des films les plus célèbres du XXIe siècle au Pérou avec 3 037 677 de spectateurs.
| Année | Prix                              | Catégorie                 | Nomination        | Résultat |
| 2013  | Les Prix « Luces de El Comercio » | Meilleur film             | Ricardo Maldonado | Gagnant  |
| 2013  | Les Prix « Luces de El Comercio » | Meilleur acteur de cinéma | Carlos Alcántara  | Gagnant  |

## Suite
La deuxième partie du film est sortie le 9 avril 2015. Avec plus de 3 millions de spectateurs, le film a été le plus gros succès au box-office péruvien avant d'être détrôné par Avengers: Infinity War en 2018.
Une troisième séquelle ¡Asu Mare! 3 est parue le 22 novembre 2018 dans les salles du Pérou.